# Zephyr Cove

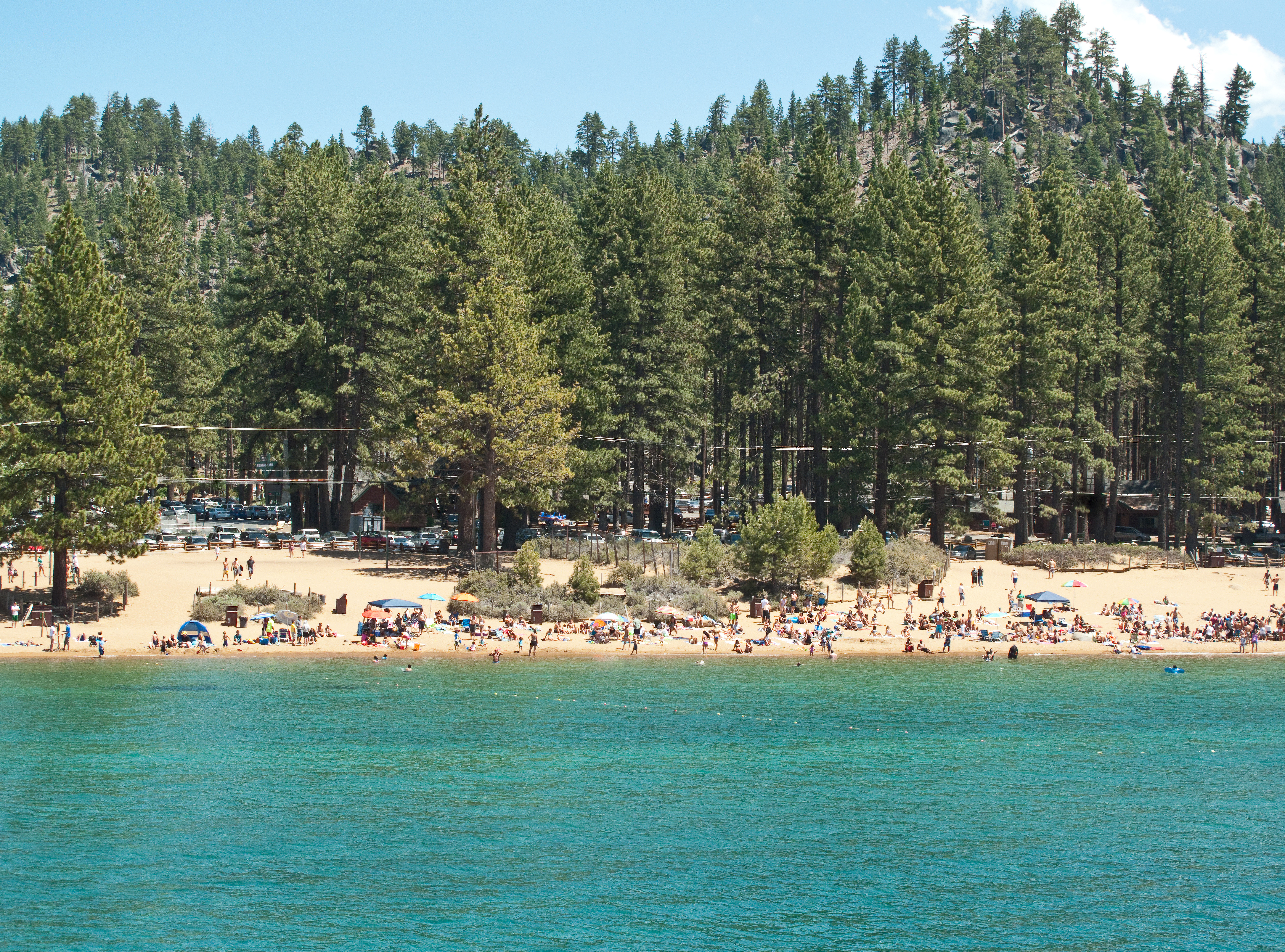
Pessoas na praia de Zephyr Cove no Lago Tahoe

Zephyr Cove é uma  comunidade e uma região censitária situada no condado de Douglas, estado do Nevada, nos Estados Unidos.
A população da comunidade e da região censitária era segundo o censo realizado em 2010 de 565  habitantes. Anteriormente ao censo de 2010, a comunidade estava englobada na região censitária de Zephyr Cove-Round Hill Village.

## Geografia
Zephyr Cove fica localizada na costa leste do Lago Tahoe. De acordo com o United States Census Bureau, a região censitária tem uma superfície de 5,8 km2 (dos quais 5,5 são de terra e 0,3 km2 de água).